# Věž British Telecom
Věž British Telecom (BT Tower), původně Post Office Tower a také London Telecom Tower, je vysoká válcovitá věž na Cleveland Street v Londýnském obvodu Westminster. Hlavní konstrukce je vysoká 175 m a s anténním systémem dosahuje celkové výšky 188 m.

## Historie
Věž byla postavena na objednávku hlavního poštovního úřadu. Původním účelem byla podpora mikrovlnného vysíláni, tehdy používaného pro přenos telekomunikačních dat z Londýna do ostatních částí země.
Autory návrhu věže byli architekti Ministerstva veřejných prací; hlavními architekty byli Eric Bedford a G. R. Yeats. Materiál použitý pro stavbu – beton a sklo, odpovídá zvyklostem doby vzniku. Úzký válcovitý tvar je dán požadavkem na použití pro telekomunikační účely. Budova se pohne maximálně o 25 cm ve větru o rychlosti 150 km/h. Původně bylo prvních 16 pater použito pro technické vybavení a napájení a nad nimi byla 35 metrová část pro mikrovlnné antény a nad touto sekcí byly prostory pro šatny, kuchyně a jiné technické zázemí. Pro snížení ohřevu budovy byly skleněné části pokryty speciálním nátěrem. Náklady na stavbu činily 2,5 miliónů liber.
Stavba byla zahájena v červnu 1961 a byla dokončena 15. června 1964. Do provozu byla uvedena 8. října 1965.
Pro veřejnost byla zpřístupněna 16. května 1966. V budově se kromě kanceláří nacházely i vyhlídkové galerie, obchody se suvenýry a na 34 poschodí i otočná restaurace – Top of the Tower. Restaurace se otočila kolem osy za 22 minut. Každoročně byly pořádány závody v běhu do schodů až do horního patra.
31. října 1971 vybuchla na pánské toaletě bomba, kterou tam zřejmě umístila IRA a budova byla později z bezpečnostních důvodů uzavřena pro veřejnost. Restaurace byla uzavřena roku 1980, kdy vypršela původní nájemní smlouva provozovatele restaurace.

## Současnost
Poté, co byly poštovní služby rozděleny a privatizovány, byla věž přejmenována na London Telecom Tower. Od roku 1992 byla znovu přejmenována na BT Tower.
Věž stále není přístupná pro veřejnost. Restaurace byla zprovozněna a je používána společností British Telecom pro pořádání sponzorských a propagačních akcí. Poté, co byly objeveny náhradní díly se restaurace dokonce občas znovu otáčí.
Věž je stále používána a je jedním z hlavních komunikačních uzlů Velké Británie. Ačkoli optická vlákna převzaly hlavní úlohu v přenosu dat, je věž používána pro mikrovlnnou komunikaci.
Do poloviny 90. let 20. století byla budova předmětem utajení a nebyla zachycena na žádné oficiální mapě. Dokonce i fotografování této věže bylo zakázáno.
Zajímavostí je, že udělení výjimky pro evakuaci osob z této věže v případě požáru byl přijat zvláštní zákon. A tak je tato věž jedinou budovou ve Velké Británii ve které je pro evakuaci osob v případě požáru možno použít výtahy.
Dopravní spojení – metro – Goodge Street, Warren Street, Great Portlan Street.